# كينجي هاتاناكا
كينجي هاتاناكا (باليابانية: 畑中健二؛ بالكانا: はたなか けんじ) هو عسكري ياباني، ولد في 28 مارس 1912 في كيوتو في اليابان، وتوفي في 15 أغسطس 1945 في طوكيو في اليابان بسبب إصابة بعيار ناري.